# Tipični antipsihotik
Tipični antipsihotici (prva generacija antipsihotika, konvencionalni antipsihotici, klasični neuroleptici, tradicionalni antipsihotici, glavni trankvilajzeri) su klasa antipsihotičkih lekova koji su razvijeni tokom 1950-tih i koji su korišćeni za tretiranje psihoze (posebno, šizofrenije). Tipični antipsihotici su primenljivi za tretman akutne manije, agitacije, i drugih stanja. Prvi tipični antipsihotici koji su ušli u kliničku upotrebu su fenotiazini. Druga generacija antipsihotika je poznata kao atipični antiphihotici. 
Obe generacije lekova blokiraju receptore u moždanom dopaminskom signalnom putu, mada u poređenju sa tipičnim, atipični antipsihotici su manje skloni uzrokovanju ekstrapiramidalnog invaliditeta motorne kontrole, koji obuhvataju pokrete tela poput obolelih od Parkinsonove bolesti, telesnu ukočenost i nekontrolisane tremore. Ovi abnormalni telesni pokreti mogu da postanu permanentni, čak i nakon prestanka tretmana.